# Ohannes Mühendisyan
Hezârfen Ohannes Mühendisyan (armenisch Յովհաննէս Միւհենտիսեան, * 21. Februar 1810 in Istanbul; † 17. November 1891 ebenda) war ein osmanischer Buchdrucker armenischer Abstammung.
Er war Sohn des Lehrers Mühendis Kevork (1781–1831) der Werftschule Mühendishane-i Bahr-i Hümâyun. Ohannes Mühendisyan erhielt eine musikalische Ausbildung und widmete sich ab 1839 der Druckerei. Er leitete die Druckerei der Cemaran-Schule (Ermeni Cemaran Mektebi) von Üsküdar. 1843 druckte er in Çukur Çeşme im Auftrag des Reichs-Takvimhane-i Âmire Buchstaben in Kursivschrift. Ab 1844 leitete er im Darphane-i Âmire den Druck von Wertpapieren und Banknoten. 1856 gründete Mühendisyan in Galata eine Druckerei. Danach druckte er vor seinem Haus in Kadıköy, wo im Garten eine Druckerpresse aufgebaut wurde, wertvolle Briefmarken. Ohannes Mühendisyan wurde vom osmanischen Sultan Abdülhamid II. mit dem Mecidiye-Orden und der Sanayi-i-Nefise-Medaille ausgezeichnet. 
Der bei der Entwicklung des Drucks mit dem Galvano-Stereotyp und dem Zinkdruck in der Türkei eine große Rolle spielende Ohannes Mühendisyan wurde wegen seiner Arbeit im künstlerischen Bereich und im Juweliergeschäft als "vielseitig bewandert" (Hezârfen) geehrt.